# 霍利代湖 (伊利諾伊州)
霍利代湖（英語：Lake Holiday）是位於美國伊利諾伊州拉薩爾縣的一個人口普查指定地區。

## 地理
霍利代湖的座標為41°36′56″N 88°40′13″W / 41.61556°N 88.67028°W，而該地最高點為海拔高度198米（即650英尺）。

## 人口
根據2010年美國人口普查的數據，霍利代湖的面積為9.54平方千米，當中陸地面積為8.29平方千米，而水域面積為1.25平方千米。當地共有人口4761人，而人口密度為每平方千米499.06人。